# Izotropie

O sferă este izotropă

Izotropia este uniformitatea proprietăților în toate direcțiile. Termenul provine din limba greacă ἴσος (egal) și τρόπος (cale). Definițiile exacte depind de domeniul subiectului. Excepțiile (lipsa izotropiei) sunt frecvent indicate de prefixul an, deci se spune anizotropie. Anizotropia este utilizată și pentru a descrie situații în care proprietățile variază sistematic, în funcție de direcție. Radiația izotropă are aceeași intensitate indiferent de direcția măsurării, iar un câmp izotrop exercită aceeași acțiune indiferent de poziția și orientarea unei particule elementare, studiate.

## În matematică
În cadrul matematicii izotropia se referă la câteva noțiuni diferite:
Varietăți izotropeO varietate izotropă este izotropă dacă geometria varietății este aceeași indiferent de direcție. Un concept similar este cel de omogenitate.
Formă pătratică izotropăO formă pătratică q se spune că este izotropă dacă există un vector diferit de zero v astfel încât q(v) = 0; un astfel de v este un vector izotrop sau vector nul. În geometria complexă, o dreaptă prin origine având direcția unui vector izotrop este o dreaptă izotropă.
Coordonate izotropeCoordonatele izotrope sunt coordonatele pentru varietățile lorentziene dintr-o diagramă izotropă.
Grup de izotropieUn grup de izotropie este grupul de izomorfisme al oricărui obiect pe el însuși într-un grupoid⁠(d). O reprezentare de izotropie este o reprezentare a unui grup de izotropie.
Poziție izotropăO distribuție de probabilitate peste un spațiu vectorial este în poziție izotropă dacă matricea sa de covarianță este matricea unitate.
Câmp vectorial izotropCâmpul vectorial generat de o sursă punctuală se spune că este izotrop dacă, pentru orice vecinătate sferică centrată pe sursa punctuală modulul vectorului determinat în orice punct de pe sferă este invariant la o schimbare de direcție. De exemplu lumina stelelor pare a fi izotropă.

## În fizică
Mecanică cuantică sau fizica particulelor elementareAtunci când o particulă fără spin (sau chiar o particulă cu spin nepolarizată) se dezintegrează, distribuția produselor rezultate din dezintegrare trebuie să fie izotropă raportată la sistemul de referință local atașat particulei în dezintegrare, indiferent de fizica detaliilor dezintegrării. Aceasta rezultă din invarianța rotațională a mecanicii hamiltoniene, care, la rândul ei, este garantată pentru un potențial sferic simetric.
Teoria cinetică a gazelor este, de asemenea, un exemplu de izotropie. Se presupune că moleculele se mișcă în direcții aleatorii, ca urmare probabilitatea să se miște într-o anumită direcție este aceeași. Astfel, atunci când există multe molecule în gaz va fi foarte probabil ca numerele celor care se mișcă într-o direcție sau alta să fie similare, prezentând o aproximativă izotropie.
Dinamica fluidelorCurgerea fluidelor este izotropă dacă nu există o direcție preferată (de exemplu în turbulențe tridimensionale complet dezvoltate). Un exemplu de anizotropie este în curgerile unde densitatea contează, deoarece gravitația funcționează într-o singură direcție. Suprafața aparentă care separă două fluide izotrope diferite ar fi și ea izotropă.
Dilatarea termicăSe spune că un corp este izotrop dacă dilatarea lui este egală în toate direcțiile atunci când corpul este încălzit uniform.
ElectromagnetismUn mediu izotrop este unul în care permitivitatea (ε) și permeabilitatea (μ) a mediului sunt uniforme în toate direcțiile din mediu, cel mai simplu caz fiind spațiul liber.
OpticăIzotropia optică înseamnă a avea aceleași proprietăți optice în toate direcțiile. Dacă trebuie calculată reflectanța sau transmitanța macroscopică, reflectanța sau transmitanța individuală a domeniilor este calculată făcând media eșantioanelor eterogene la nivel microscopic. Acest lucru poate fi verificat examinând, de exemplu, un material policristalin sub un microscop polarizant având polarizatorii încrucișați: dacă cristalitele sunt mai mari decât limita de rezoluție, acestea vor fi vizibile.
CosmologieTeoria Big Bang a evoluției universului observabil presupune că spațiul este izotrop. De asemenea, presupune că spațiul este omogen. Aceste două ipoteze împreună sunt cunoscute sub numele de principiul cosmologic⁠(d). Începând din 2006 observațiile sugerează că pe distanțe mult mai mari decât cele galactice grupurile de galaxii din filamentele galactice sunt „mari”, dar „mici” comparativ cu așa-numitele scenarii multivers. Aici omogen înseamnă că universul este același peste tot (nu există o zonă preferată) și izotrop implică faptul că nu există o direcție preferată.

### În știința materialelor

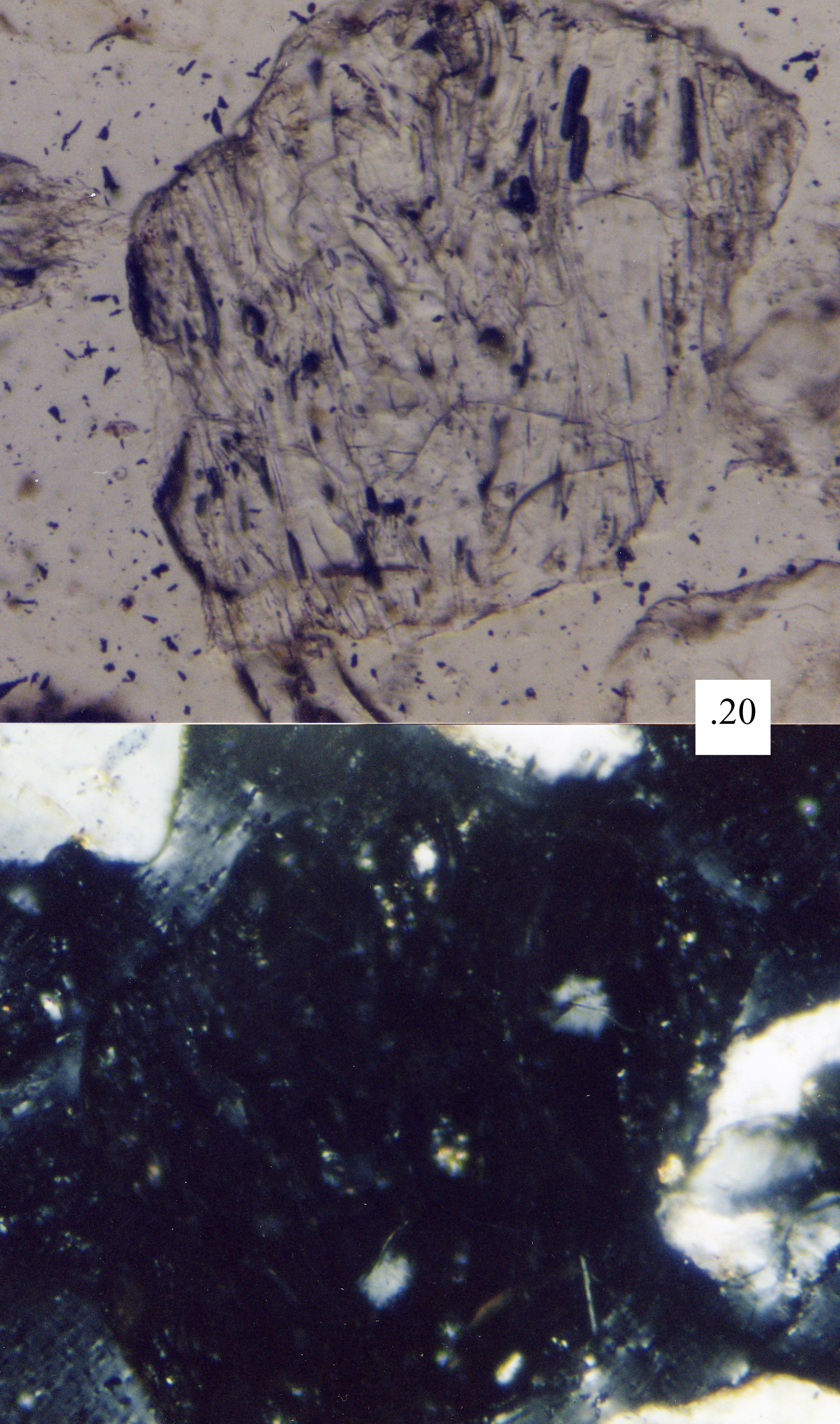
Acest bob de nisip din sticlă vulcanică este izotrop, prin urmare, privit la un microscop petrografic rămâne întunecat când este rotit între filtrele de polarizare

În studiul proprietăților mecanice ale materialelor izotrop înseamnă a avea valori identice ale unei proprietăți în toate direcțiile. Această definiție este utilizată și în geologie și mineralogie. Sticla și metalele sunt exemple de materiale izotrope. Materiale anizotrope obișnuite sunt lemnul și rocile stratificate (de exemplu ardezie), deoarece au proprietăți diferite în direcția paralelă, respectiv perpendiculară pe strat.
Materialele izotrope sunt utile, deoarece sunt mai ușor de modelat, iar comportamentul lor este mai ușor de prezis. Materialele anizotrope pot fi adaptate forțelor la care se așteaptă să fie supus un obiect. De exemplu fibrele de carbon din piesele în care sunt incluse sau armătura de fier din betonul armat sunt orientate pentru a rezista la tensiune.

### La antene de radio
O antenă izotropă este un radiator ideal, care radiază uniform în toate direcțiile.

## În informatică
Imagistică medicalăSe spune că un volum (voxel⁠(d)) din tomografia computerizată⁠(d) are distanțare izotropă atunci când spațiul dintre doi voxeli adiacenți este același de-a lungul fiecărei axe x, y, z. De exemplu, distanța dintre voxeli este izotropă dacă centrul voxelului "(i, j, k)" este de 1,38 mm de cel de la "(i+1, j, k)", 1,38 mm de la cel de la (i, j+1, k) și tot de 1,38 mm de la cel de la (i, j, k+1) pentru toți indicii i, j, k.

## În alte științe
Economie și geografieO regiune izotropă este o regiune care are aceleași proprietăți peste tot. O astfel de regiune este o noțiune necesară în multe tipuri de modele.